# 四捨五入改憲

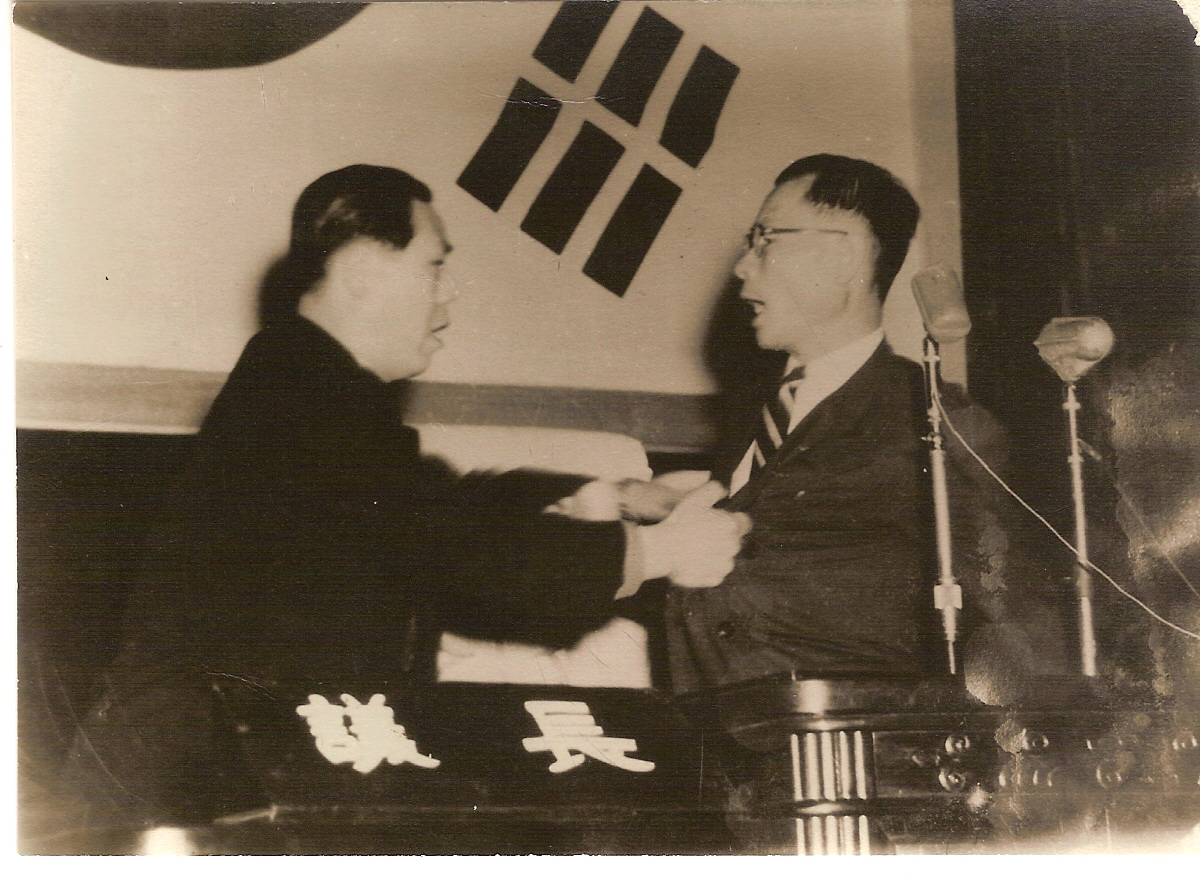
1954年11月29日、崔淳周国会副議長（右）が改憲案可決を宣言したことに抗議する李哲承（左）。

四捨五入改憲（ししゃごにゅうかいけん、朝鮮語: 사사오입개헌）とは、1954年11月に行われた大韓民国憲法の第2次憲法改正の名称である。賛成票が1票足りず、本来なら否決されるはずの憲法改正案を、数学上の「四捨五入」の論理を援用して強引に可決したと宣言したことで名付けられたもので、1952年の釜山政治波動に次ぐ政治的事件となった。

## 解説
1954年当時の大韓民国憲法では、大統領の任期は1期4年で再任は1回のみ容認されていた。そのため、1952年の大統領選挙で再任された李承晩大統領は任期が満了する1956年には大統領の座を退かなければならなかった。しかし終身大統領となることを目論んでいた李承晩は、憲法を改正して再任制限を撤廃することを目指した。
憲法改正に先立つ5月20日に行われた第3代国会議員総選挙において大統領与党である自由党は改憲に必要な3分の2議席を確保するため、警察組織を利用した選挙干渉や不正選挙を公然と展開した。にもかかわらず自由党の獲得議席は総議席203議席中99議席に留まり、3分の2に当たる136議席を確保することが出来なかったため、無所属議員を入党させて第3代国会開会（6月9日）後の6月15日までに136議席を確保した。そして、9月6日に自由党議員135名の連署による憲法改正案が国会に提出された。
- 憲法改正案の主な内容、

1. 現職大統領に限り三選禁止条項を撤廃する。
2. 大統領が何らかの理由で職務遂行が出来なくなった場合は、副大統領が残りの任期を継承する。
3. 国家安全に関する決定は国民投票によって行われる。
4. 国務総理と国務院（内閣）に対する国会の連帯不信任権は廃止する。

改憲案の特徴は、前回1952年の「抜粋改憲」で規定された現行憲法における準責任内閣制的な政府形態を大統領中心制に変更すると共に、高齢の李承晩大統領が職務を遂行できなくなった場合、自由党の副大統領予定候補となる李起鵬が大統領から合法的に政権を引き継ぐことが出来るようにした点である。
李承晩大統領の終身大統領への就任を意図したものであったため、民主国民党（民国党）を初めとする野党及び無所属議員は改憲反対闘争委員会を結成して改憲反対運動を猛烈に展開した。与野党は激しい攻防を繰り広げた末、11月27日に改憲案の票決が行われた。票決の結果、在籍議員203名中
- 賛成135名
- 反対60名
- 棄権6名
- 無効1名
- 欠席1名

となり、改憲に必要な136票に1票不足したため、崔淳周国会副議長は、改憲案の否決を宣言した。
この結果に慌てふためいた自由党は、翌28日に緊急の議員総会を開いた上で「改憲に必要な203票の3分の2の正確な数値は“135.3333…”であり、自然人を整数では無い小数点以下まで分けることは出来ないから、四捨五入の論理によって、もっとも近い値の整数である135票を得た改憲案は可決されたと見なすべきであり、崔副議長の否決宣言は錯誤による物である」との声明を発表し、政府も同様に「改憲案は通過した物と見なす」という見解を発表した。
これを受け、翌29日の国会は崔副議長が先日の否決宣言を撤回して改憲の可決を宣言した。これに反発した野党議員は議事堂から退場し、与党自由党のみで改憲動議を満場一致で再可決し、これをうけて政府は憲法が改正されたことを直ちに公告した。

## 影響
与党の強権的な姿勢に対する民衆の反発も強く、2年後の四月革命の遠因となった。またその後憲法の改正規定が変更され、改正時の大統領には改正内容は適用しないこととされた。